# Alfred Julbe Bosch
Alfred Julbe Bosch (Barcelona, 6 de juliol de 1960) és un entrenador de bàsquet català.

## Trajectòria esportiva
La seva carrera va començar a Badalona, per entrenar més tard a Girona, Saragossa, Càceres i Andorra. Suma 542 partits a l'ACB, amb un 54% de victòries.

## Clubs
- Sant Josep Badalona. (Tècnic de les categories)
- 1983-84: Sant Josep Badalona. (Entrenador de l'equip Juvenil).
- 1989-93: CB Girona. El 13/10/93, després de 7 partits, dimiteix del seu càrrec fent-se càrrec de l'equip de forma provisional el segon entrenador Pepe Rodríguez, fins a la incorporació l'22/10/93 d'Iñaki Iriarte.
- 1996-00: Joventut de Badalona. El 20/12/99, després de dirigir 16 partits, és destituït i substituït per Josep Maria Izquierdo, el seu entrenador ajudant.
- 2000-01: Càceres CB. El 07/12/2000 es fa càrrec de l'equip substituint a Manolo Flores.
- 2002-03: Basket Saragossa 2002 (LEB). Sense equip a principi de temporada, el 19/03/2003 es fa càrrec del Basket Saragossa 2002 substituint Ranko Zeravica.
- 2003-04: Basket Saragossa 2002 (LEB)
- 2004-05: Basket Saragossa 2002 (LEB). Sense equip a principi de temporada, el gener de 2005 es fa càrrec del Basket Saragossa 2002 substituint Óscar Quintana.
- 2005-06: Basket Saragossa 2002 (LEB)
- 2020-: Uni Girona[1]

## Palmarès
- Campió de la Copa del Rei amb el Festina Joventut a la temporada 1996-97
- Subcampió de la Copa del Rei amb l'Amway Saragossa en la temporada 1994-95
- Subcampió de la Copa del Rei amb el Festina Joventut a la temporada 1997-98
- Campió de la  Copa Príncep d'Astúries amb el Joventut Badalona a les temporades 1986-87 i 1988-89
- Subcampió de la  Recopa d'Europa amb el Joventut Badalona la temporada 1987-88
- Campió de la Copa Príncep d'Astúries (LEB) amb el Basket CAI Saragossa la temporada 2003-2004